# 암소시
암소시(暗所視, 영어: scotopic vision)는 시각 연구에서 저조도 조건에서 눈 (해부학)의 시력이다. 영단어 scotopic vision는 '어둠'을 의미하는 그리스어 스코토스(skotos)와 '시력의 상태'를 의미하는 -opia에서 유래되었다. 인간의 눈에서 원추세포는 낮은 가시광선에서는 기능을 하지 않는다. 암소시는 약 498 nm의 파장에 가장 민감하고 약 640 nm보다 긴 파장에는 둔감한 간상세포를 통해서만 생성된다. 암점 조건에서 망막에 입사되는 빛은 스펙트럼 전력 분포 측면에서 인코딩되지 않는다. 광시시에서와 마찬가지로 암소시시에서도 더 높은 시각적 인식이 발생한다.

## 망막 회로
망막에 있는 두 가지 유형의 광수용체 중에서 간상세포가 암점성 시야를 지배한다. 이러한 우세는 원뿔형에 비해 막대형으로 표현되는 광색소 분자의 감도가 증가했기 때문이다. 간상체는 대부분의 유형의 양극성 세포와 달리 망막 신경절 세포(망막의 출력 뉴런)와 직접 연결을 형성하지 않는 간상성 양극성 세포에 빛 증가 신호를 보낸다. 대신, 두 가지 유형의 무축삭 세포(AII 및 A17)는 간상 양극성 세포에서 원뿔 양극성 세포로 측면 정보 흐름을 허용하고, 이는 차례로 신경절 세포와 접촉한다. 따라서 무축삭 세포에 의해 매개되는 간상체 신호가 암점성 시력을 지배한다.

## 같이 보기
- 측시
- 야간 시력
- 푸르키네 효과